# فيامينا
بلدية فيامينا (بالإسبانية: Villamena) هي بلدية تقع في مقاطعة غرناطة التابعة لمنطقة أندلوسيا جنوب إسبانيا.

## الديموغرافيا
بلغ عدد سكان بلدية فيامينا 1.052 نسمة عام 2011 (وفقاً للمعهد الوطني الإسباني للإحصاء).
| 1.013 | 1.009 | 999 | 1.010 | 1.025 | 1.028 | 1.052 |